# Jabłoń (osada leśna w województwie lubelskim)
Jabłoń – osada leśna w Polsce położona w województwie lubelskim, w powiecie parczewskim, w gminie Jabłoń.
W latach 1975–1998 miejscowość administracyjnie należała do województwa bialskopodlaskiego.